# The Mystical Beast of Rebellion
The Mystical Beast of Rebellion è il terzo album in studio del gruppo musicale Blut Aus Nord, pubblicato il 2001 dalla Oaken Shield.

## Tracce
1. The Fall Chapter I – 6:39
2. The Fall Chapter II – 7:43
3. The Fall Chapter III – 3:38
4. The Fall Chapter IV – 6:50
5. The Fall Chapter V – 6:01
6. The Fall Chapter VI – 10:22

## Formazione
- Vindsval - voce, chitarra
- W.D. Feld - batteria, tastiera